# Chiesa di San Salvatore (Spineda)
La chiesa di San Salvatore è la parrocchiale di Spineda in provincia e diocesi di Cremona; fa parte della zona pastorale 5.

## Storia
L'originario luogo di culto di Spineda fu edificato probabilmente dai monaci benedettini dell'abbazia di Leno, come fa presupporre la bolla del 1177 di papa Gregorio VII.
Menzionata nelle Rationes Censum et Decimarum del 1404, la chiesa fu visitata nel 1601 dal vescovo Cesare Speciano, il quale trovò che essa, compresa nel vicariato foraneo di Rivarolo Fuori, era retta dal solo parroco e che il numero dei parrocchiani era pari a 778.
Se nel 1780 i fedeli ammontavano a 524, nel 1786 risultavano saliti a 540, per poi scendere a 347 nel 1820.
Nel 1837 venne posta la prima pietra della nuova parrocchiale; l'edificio, disegnato da Carlo Domenico Visioli, fu portato a compimento nel 1843.

## Descrizione

### Esterno
La facciata a salienti della chiesa, rivolta a mezzogiorno, è suddivisa verticalmente in tre porzioni; quella centrale, scandita da paraste e semicolonne ioniche, poggianti su un alto basamento e sorreggenti il frontone dentellato, presenta il portale d'ingresso e delle specchiature, mentre le due ali laterali sono caratterizzate da finestre di forma semicircolare.
Annesso alla parrocchiale è il campanile a pianta quadrata, la cui cella presenta su ogni lato una monofora ed è coronata dalla cupoletta poggiante sul tamburo a base ottagonale, caratterizzato da aperture.

### Interno
L'interno dell'edificio ha una pianta a croce greca ed è coperto da una cupola; al termine dell'aula si sviluppa il presbiterio, a sua volta chiuso dall'abside semicircolare.
Qui sono conservate diverse opere di pregio, tra le quali gli stalli del coro, costruiti nel 1816, la Via Crucis e i dipinti raffiguranti il Battesimo, la Natività, la Resurrezione di Gesu, i Misteri del Santo Rosario e la Trasfigurazione.